# Бондзе (Вармінсько-Мазурське воєводство)
Бондзе (пол. Bądze, нім. Bensen) — село в Польщі, у гміні Гурово-Ілавецьке Бартошицького повіту Вармінсько-Мазурського воєводства.
Населення — 36 осіб (2011).

## Демографія
Демографічна структура станом на 31 березня 2011 року:
|          | Загалом | Допрацездатний вік | Працездатний вік | Постпрацездатний вік |
| -------- | ------- | ------------------ | ---------------- | -------------------- |
| Чоловіки | 17      | 3                  | 12               | 2                    |
| Жінки    | 19      | 3                  | 10               | 6                    |
| Разом    | 36      | 6                  | 22               | 8                    |